# Родченков, Григорий Михайлович
Григо́рий Миха́йлович Ро́дченков (род. 24 октября 1958, Москва) — советский и российский химик-аналитик, специалист по анализу биологических образцов и выявлению допинга, кандидат химических наук (1990). Директор «Антидопингового центра» с 2006 года по 2015 год. Мастер спорта по лёгкой атлетике. Являлся членом медицинского комитета Международной федерации лыжных видов спорта (FIS).
Получил всемирную известность в 2016 году после того, как дал показания о существовании в России государственной программы поддержки допинга. С января 2016 года проживает в США, является информатором Всемирного антидопингового агентства (ВАДА) и одним из основных фигурантов доклада Макларена. Родченков участвует в федеральной программе США по защите свидетелей: его внешность была изменена, место жительства засекречено.

## Биография

### Ранние годы
Григорий Михайлович Родченков родился 24 октября 1958 года в Москве. Его мать работала врачом в Кремлёвской больнице (нынешней Центральной клинической больнице) и хорошо знала фармакологию. В школе Григорий Родченков отлично учился, в то же время занимался лёгкой атлетикой, стал чемпионом Москвы в беге на 5000 метров. В 1982 году окончил химический факультет Московского государственного университета им. М. В. Ломоносова по специальности «химическая кинетика и катализ». Во время учёбы входил в состав сборной МГУ, выполнил норматив мастера спорта по лёгкой атлетике.

### Профессиональная деятельность
С 1985 по 1994 год Г. М. Родченков работал в Московском антидопинговом центре. В качестве сотрудника этой организации он работал на Играх доброй воли в Москве в 1986 году. Тогда, по собственному свидетельству Родченкова, он определил содержание метаболитов станозолола в пробе победителя в беге на 100 метров канадского спринтера Бена Джонсона. Кроме пробы Бена Джонсона, на первых Играх доброй воли в Москве было 14 положительных проб, в том числе у звёзд лёгкой атлетики из ГДР. Однако, по словам Родченкова, спортивные и партийные руководители СССР не решились «омрачать праздник», так как это была первая с 1976 года встреча атлетов СССР и США после бойкота Олимпиад в Москве и в Лос-Анджелесе. Через два года, во время Олимпиады в Сеуле, Бен Джонсон был дисквалифицирован за применение станозолола.
В 1988 году Родченков был в составе советской делегации на Олимпиаде в Сеуле. В 1990 году защитил кандидатскую диссертацию.
С 1994 года работал в компании «Интерлаб», российском дистрибьюторе фирмы «Хьюлетт-Паккард», которая являлась крупнейшим производителем аналитического оборудования. После кризиса 1998 года в течение года проработал в антидопинговом центре в Калгари (Канада), затем вернулся в Россию и работал в компаниях нефтехимического профиля: ЗАО «Юнилаб», ЗАО «МХК Лаверна-Химснаб», ЗАО «АПГ Сервис» и др.
В 2005 году Григорий Родченков стал исполняющим обязанности директора ФГУП «Антидопинговый центр», а 6 июля 2006 года решением специальной комиссии Федерального агентства по физкультуре и спорту РФ (Росспорт) был назначен директором этой организации.

Со слов Родченкова 
Меня взял Дурманов на работу, потому что вся сборная — и летняя, и зимняя — была по уши в допинге. И он взял меня не для того, чтобы я очистил [Россию от] допинга. Он взял меня, чтобы я сделал [употребление допинга] неуловимым, чтобы российских спортсменов не ловили за границей. Дурманов [представил меня] Фетисову и сказал, что все проблемы с допинговыми делами, которые мы имеем сейчас из-за драматического отставания лаборатории, этот парень решит. Фетисов меня для этого и назначил.
<...> я сам спортсмен, я понимаю, что в России, которая сейчас технически, технологически отстала, только одна возможность to compete [выигрывать] — это, естественно, применение допинга. И я его минимизировал! Вместо того, чтобы принимать таблетки горстями, спортсмены у меня стали по чайной ложечке принимать «Дюшес». Его эффективность была сравнима [с прежними препаратами].

### Допинговый скандал
В декабре 2014 года российская бегунья Юлия Степанова написала в агентство WADA письмо с подробным описанием своего опыта применения допинга и о действиях российских спортивных чиновников, долгие годы прикрывавших её действия.
Сообщение Степановой привлекли внимание прессы, и WADA начала расследование. В ноябре 2015 года независимой комиссией ВАДА Родченков был обвинён в умышленном уничтожении в сентябре 2015 года более тысячи проб с целью сокрытия применения допинга российскими спортсменами. Родченков отверг эти обвинения, утверждая, что им были уничтожены пробы с истёкшим сроком хранения, и это уничтожение было плановым. В докладе независимой комиссии ВАДА также утверждалось, что Родченков был частью схемы по вымогательству денег у спортсменов за сокрытие положительных проб. Другим нарушением, выявленным комиссией, было нарушение принципа независимости московской антидопинговой лаборатории, которая в своей оперативной деятельности оказалась зависимой от РУСАДА и Министерства спорта, а органы государственной безопасности прямо вмешивались в её работу. Все выявленные факты, по мнению комиссии, должны вести к незамедлительному увольнению Родченкова с поста директора лаборатории.
В результате скандала Родченков подал в отставку, которая была принята 11 ноября 2015 года.
Отъезд в США
Вскоре после публикации доклада независимой комиссии WADA Родченков, по его словам, получил предупреждение от работающего в Кремле друга об опасности для его жизни. Опасаясь за свою безопасность, в январе 2016 года Родченков уехал в США. Отъезду Родченкова способствовал Брайан Фогель, американский кинодокументалист, работавший над фильмом о допинге и обращавшийся после Сочинской Олимпиады к Родченкову как к консультанту. Весной 2016 года Фогель помог Родченкову организовать интервью с американскими журналистами. Точное местонахождение Родченкова не раскрывается.

#### Жизнь в США
Родченков участвует в Федеральной программе США по защите свидетелей. Место его жительства засекречено. По сведениям ФБР жизни Родченкова угрожает опасность со стороны российских спецслужб. После неудачного покушения на Сергея Скрипаля в 2018 году ФБР приняло дополнительные меры к защите Родченкова: его внешность была радикально изменена.

#### Информатор WADA
12 мая 2016 года в американской газете The New York Times появилась статья «Российский инсайдер говорит, что олимпийское золото подпитано государственным допингом» («Russian Insider Says State-Run Doping Fueled Olympic Gold»), основанная на интервью Родченкова журналистам Ребекке Руис и Майклу Скворц. Согласно этой статье, Родченков заявил о существовании в России государственной допинговой программы. По словам Родченкова, в рамках этой программы он участвовал в подмене около 100 проб мочи «Б» российских спортсменов во время Зимней Олимпиады 2014 года в Сочи. В своём интервью Родченков сообщил также, что разработал коктейль из трёх анаболических стероидов, который по его рекомендации принимали многие атлеты, включая тех, кто участвовал в Олимпиаде 2012 года в Лондоне и в Олимпиаде-2014 в Сочи.
В день публикации статьи в The New York Times Григорий Родченков и Брайан Фогель написали открытое письмо на имя главы Международного олимпийского комитета Томаса Баха и президента ВАДА Крейга Риди. В этом письме среди прочего авторы предложили поделиться доказательствами и информацией по российской допинговой программе, поддерживаемой государством.
18 июля 2016 года канадский профессор по международному спортивному праву Ричард Макларен, приглашённый ВАДА в качестве независимого эксперта, опубликовал отчёт о результатах расследования «возможных случаев применения допинга российскими спортсменами на Олимпиаде в Сочи». В докладе сообщается, что обвинения против государственной системы поддержки допинга, выдвинутые Родченковым, нашли подтверждение. В отчёте Макларена высказывается убеждение, что Григорий Родченков оказался надёжным и правдивым источником информации о допинге в России. Ознакомившись с докладом, президент РФ Путин попросил WADA представить более точную и основанную на фактах информацию, при этом отметил, что обвинения, адресованные российским спортсменам, «построены на показаниях одного человека», обладающего «скандальной репутацией». Макларен пояснил, что у его группы было много и других свидетелей, помимо Родченкова, но их фамилии и должности нельзя назвать, так как «они согласились давать показания только на условиях конфиденциальности». В докладе среди свидетелей названы (помимо Родченкова) бывший сотрудник РУСАДА Виталий Степанов и легкоатлетка Юлия Степанова. При этом главным доказательством масштабных фальсификаций являются не показания свидетелей, а воспроизводимые экспертизы, подчеркивается в докладе.

#### Документальный фильм «Икар»
Родченков стал центральной фигурой в фильме «Икар», снятом режиссёром-кинодокументалистом Брайаном Фогелем в жанре «документальный триллер» и вышедшем на экраны в 2017 году. В аннотации к фильму говорится, что «случайная встреча с российским учёным вылилась для режиссёра в создание геополитического триллера, в котором есть место грязной моче, цепочке необъяснимых смертей и олимпийским золотым медалям». В марте 2018 года Американская академия киноискусств удостоила фильм «Икар» премии «Оскар» в номинации «Лучший документальный фильм».

#### Книга Родченкова
В июле 2020 года вышла книга «Дело Родченкова: как я развалил секретную допинг-империю Путина».
В интервью, следующем после выхода книги, Родченков говорит:
Допинг — это fact of life [неизбежное зло], вещь, с которой вы будете жить постоянно, это в природе человеческой. Люди всегда будут обманывать, играя в карты, обманывать на деньги, обманывать своих жен и друзей.
В декабре 2020 года книга получила литературную премию William Hill за лучшую спортивную книгу года.

### Уголовное преследование в России
В 2011 году в рамках расследования дела его младшей сестры Марины Михайловны Родченковой, обвинённой в незаконном обороте анаболических стероидов, Федеральная служба по контролю за оборотом наркотиков (ФСКН) провела обыски в доме Григория Родченкова и в антидопинговом центре. Тогда никаких доказательств против Родченкова не было найдено, и дело против него было закрыто. По другим данным, Родченкова освободили, чтобы послать в Лондон для сбора сведений о методах проверки на допинг. Формально являясь директором лаборатории WADA в России, он имел допуск во все лаборатории WADA в мире. В 2012 году Родченков получил приглашение от Дэвида Коуэна (David Cowan) — директора британской лаборатории WADA (Королевский колледж Лондона). Существует мнение, что это приглашение спасло ему жизнь: Родченков был освобождён из-под ареста и направлен в Лондон для сбора данных о методах анализа на допинг накануне летней олимпиады в Лондоне, поскольку как член Международного олимпийского комитета (МОК), он имел доступ ко всем данным и методикам МОК.
После отъезда в США Родченков сообщил журналистам, что дело против него было прекращено, поскольку власти рассчитывали на его опыт в снабжении российских спортсменов допингом на летней Олимпиаде в Лондоне (2012) и зимней Олимпиаде в Сочи (2014). Дело было остановлено ФСКН в 2015 году и вновь возбуждено прокуратурой в декабре 2017 года.

#### Второе уголовное дело
18 июня 2016 года по результатам проверки интервью Родченкова западным СМИ Главным следственным управлением Следственного комитета Российской Федерации против него было возбуждено уголовное дело по признакам преступления, предусмотренного частью 1 статьи 201 УК РФ (злоупотребление полномочиями). Вскоре СКР обратился с просьбой допросить Родченкова по данному делу к правоохранительным органам США. В пресс-релизе СКР от 4 июля 2016 года говорилось, что следствием допрошены свидетели, подтвердившие, что Родченков незаконно приобретал в США запрещённые медицинские препараты, применяемые в качестве допинга. Согласно данным, полученным от этих свидетелей, Родченков в корыстных целях незаконно реализовывал эти препараты, кроме того, он обещал клиентам, что скроет факт обнаружения в их допинг-пробах запрещённых веществ. По ходатайству следственных органов Басманный суд Москвы дважды выносил постановление о наложении ареста на загородное имущество Родченкова. Эти постановления одно за другим были отменены Мосгорсудом. 21 сентября 2017 года Басманный суд заочно арестовал Родченкова и объявил его в международный розыск, вменив ему часть 2 ст. 201 УК РФ (злоупотребление служебными полномочиями, повлёкшее тяжкие последствия).
8 ноября 2017 года официальный представитель Следственного комитета РФ Светлана Петренко заявила, что в отношении Родченкова возбуждено ещё одно уголовное дело. По данным следствия, Родченков и бывший сотрудник Антидопингового центра Тимофей Соболевский неоднократно звонили бывшему директору Антидопингового центра Марине Дикунец и предлагали от имени Р. Макларена и ВАДА передать им базу данных первичных результатов тестирования спортсменов в обмен на денежное вознаграждение, убежище в США или Канаде, гражданство одного из этих государств. Новое уголовное дело возбуждено по статье 294 УК РФ, часть 2 (о воспрепятствовании производству предварительного расследования).
В декабре 2017 года информационное агентство «РИА Новости» опубликовало сообщение о том, что российская прокуратура возобновила дело в отношении Родченкова о незаконном обороте сильнодействующих веществ. Это дело было возбуждено ФСКН в 2011 году и было закрыто в 2015 году.
21 декабря 2019 года Следственный комитет заявил, что Родченков и неустановленные лица целенаправленно вносили изменения в электронную базу данных антидопинговой лаборатории с IP-адресов, зарегистрированных и размещённых на территории США и Германии.

### Закон Родченкова
31 января 2019 года в Конгрессе США был представлен закон, предусматривающий уголовную ответственность за «организацию тайного применения допинга на международном уровне» (англ. international doping fraud conspiracies). Закон получил название «Закон Родченкова» (Rodchenkov Anti-Doping Act (RADA)). Наказания включают штрафы до $1 млн США или тюремное заключение сроком до 10 лет. Закон может быть применён ко всем международным соревнованиям, в которых принимают участие американские спортсмены, а также в тех случаях, когда организаторы принимают спонсорство компаний, ведущих бизнес в США или получают вознаграждение за трансляцию соревнований на территории США.
22 октября 2019 года Акт Родченкова приняла Палата представителей США.
17 ноября 2020 года Акт Родченкова принял Сенат США.
5 декабря 2020 года Президент США Дональд Трамп подписал Акт Родченкова, сделав его законом.
Согласно «акту Родченкова», США сможет преследовать любого человека, даже не гражданина США, за участие в допинговом сговоре. Закон распространяется на соревнования, проводимые по правилам WADA, в которых участвуют американские спортсмены. За нарушение грозит лишение свободы до 10 лет и штраф до $1 млн.
Закон не будет применяться в отношении отдельных спортсменов, а также защищает информаторов. Кроме того, он предполагает компенсации для спортсменов, которые оказались обмануты в результате допинговых сговоров.

## Личная жизнь
У Григория Родченкова есть жена Вероника и дочь Марина (в замужестве Балакина). Они проживают в Москве. В 2017 году Родченков переслал из США доверенность на двухэтажный деревянный дом и земельный участок площадью более 1000 м² в деревне Поварово Солнечногорского района Московской области, полученный им от отца, чтобы сделать дочери подарок на свадьбу.

## Научная деятельность
Кандидатскую диссертацию по теме «Хромато-масс-спектрометрический анализ кортикостероидов в биологических объектах» Григорий Родченков выполнил под руководством Виктора Уральца, защита диссертации состоялась в 1990 году.
В 2012 году Григорий Родченков вместе со своим заместителем Тимофеем Соболевским разработали тест для ретроспективного выявления применения стероидных гормонов путём анализа их долгоживущих метаболитов в моче. Впоследствии, весной 2016 года, этот метод был применён для анализа 454 проб, взятых во время Олимпиады 2008 года в Пекине, и позволил выявить 31 случай применения допинга.
В область научных интересов Григория Родченкова входила также разработка методов обнаружения коротких пептидов, являющими рилизинг-факторами гормона роста. Данному вопросу посвящена статья его группы, вышедшая в печать в начале 2016 года. Существует мнение, что благодаря этим разработкам Родченкова и его соавторов стало возможным обнаружение ипаморелина в пробе тяжелоатлета Алексея Ловчева, взятой во время чемпионата мира 2015 года в Хьюстоне и исследованной в 2016 году.

Кроме разработки тестов, Родченков создавал допинги, которые этими тестами не обнаруживались. В 2012 году он создал так называемый «коктейль герцогини» (Duchess cocktail), смесь анаболических стероидов оксандролона, метенолона и тренболона. По состоянию на 2020 год, ретроспективно обнаружить эти анаболики невозможно.

### Избранные научные статьи
- Rodchenkov G. M. et al. Analysis of dexamethasone, triamcinolone, and their metabolites in human urine by microcolumn liquid and capillary gas chromatography mass spectrometry //Journal of High Resolution Chromatography. — 1988. — Т. 11. — №. 3. — С. 283—288.
- Rodchenkov G. M. et al. Characterization of prednisone, prednisolone and their metabolites by gas chromatography—mass spectrometry //Journal of Chromatography B: Biomedical Sciences and Applications. — 1991. — Т. 565. — №. 1. — С. 45-51.
- Thevis M., Fußhöller G., Geyer H., Rodchenkov G. et al. Detection of stanozolol and its major metabolites in human urine by liquid chromatography-tandem mass spectrometry //Chromatographia. — 2006. — Т. 64. — №. 7-8. — С. 441—446.
- Virus E. D., Sobolevsky T. G., Rodchenkov G. M. Introduction of HPLC/orbitrap mass spectrometry as screening method for doping control //Journal of mass spectrometry. — 2008. — Т. 43. — №. 7. — С. 949—957.
- Thevis M., Beuck S., Thomas A., Kortner B., Kohler M., Rodchenkov G., Schänzer W. Doping control analysis of emerging drugs in human plasma-identification of GW501516, S‐107, JTV‐519, and S‐40503 //Rapid Communications in Mass Spectrometry. — 2009. — Т. 23. — №. 8. — С. 1139—1146.
- Sobolevsky T., Prasolov I., Rodchenkov G. Detection of JWH-018 metabolites in smoking mixture post-administration urine //Forensic science international. — 2010. — Т. 200. — №. 1. — С. 141—147.
- Sobolevsky T., Rodchenkov G. Sulbutiamine in sports // Drug testing and analysis. — 2010. — Т. 2. — № 11-12. — С. 643—646.
- Sobolevsky T., Prasolov I., Rodchenkov G. Detection of urinary metabolites of AM‐2201 and UR‐144, two novel synthetic cannabinoids //Drug testing and analysis. — 2012. — Т. 4. — №. 10. — С. 745—753.
- Sobolevsky T., Dikunets M., Sukhanova I., Virus E., Rodchenkov G. Detection of PPARδ agonists GW1516 and GW0742 and their metabolites in human urine // Drug testing and analysis. — 2012. — Т. 4. — № 10. — С. 754—760.
- Sobolevsky T., Rodchenkov G. Mass spectrometric description of novel oxymetholone and desoxymethyltestosterone metabolites identified in human urine and their importance for doping control // Drug testing and analysis. — 2012. — Т. 4. — № 9. — С. 682—691.
- Sobolevsky T., Rodchenkov G. Detection and mass spectrometric characterization of novel long-term dehydrochloromethyltestosterone metabolites in human urine // J Steroid Biochem Mol Biol. — 2012. — Т. 128. — №. 3-5. — С. 121—127.
- Piper T., Thomas A., Baume N., Sobolevsky T., Saugy M., Rodchenkov G, Schänzer W., Thevis M. Determination of ¹³C/¹² C ratios of endogenous urinary 5-amino-imidazole-4-carboxamide 1β-D-ribofuranoside (AICAR) // Rapid Communications in Mass Spectrometry. — 2014. — Т. 28. — № 11. — С. 1194—1202.
- Sobolevsky T., Krotov G., Dikunets M., Nikitina M., Mochalova E., Rodchenkov G. Anti-doping analyses at the Sochi Olympic and Paralympic Games 2014 // Drug testing and analysis. — 2014. — Т. 6. — № 11-12. — С. 1087—1101.
- Sobolevsky T., Prasolov I., Rodchenkov G. Study on the phase I metabolism of novel synthetic cannabinoids, APICA and its fluorinated analogue. // Drug testing and analysis. — 2015. — Т. 7. — № 2. — С. 131—142.
- Postnikov P., Krotov G., Mesonzhnik N., Efimova Y., Rodchenkov G. Fc-fragment removal allows the EPO-Fc fusion protein to be detected in blood samples by IEF-PAGE // Drug testing and analysis. — 2015. — Т. 7. — № 11-12. — С. 999—1008.
- Ferro P., Krotov G., Zvereva I., Rodchenkov G., Segura J. Structure-activity relationship for peptídic growth hormone secretagogues // Drug testing and analysis. — 2017. — Т. 9. — № 12. — С. 87—95. — doi: 10.1002/dta.1947

## Награды
- 15 апреля 2013 года был награждён Почётной грамотой Президента Российской Федерации — «за успешную подготовку спортсменов, добившихся высоких спортивных достижений на Играх XXX Олимпиады 2012 года в городе Лондоне (Великобритания)»[56].
- 17 октября 2014 года был награждён Почётной грамотой Президента Российской Федерации[57].
- 30 января 2015 года был награждён орденом Дружбы. Награждение проводилось заместителем министра спорта РФ П. А. Колобковым на торжественной церемонии в Государственном музее спорта. На этой церемонии вручались награды за большой вклад в проведение, организацию и победу сборной России на Олимпийских играх в Сочи[58] (см. также выше ➤).

### Комментарии
1. ↑  Впервые о систематическом применении запрещенных стимуляторов в российском спорте рассказала бегунья Юлия Степанова.
2. ↑  Степанова утверждала, что применение допинга в российском спорте носит систематический характер и пользуется государственной поддержкой.
3. ↑  В 2014 году доводы Степановой и её мужа привлекли внимание немецкого журналиста Хайо Сеппелта. Снятый им документальный фильм «Секретный допинг: как Россия добивается побед» (нем. «Geheimsache Doping — Wie Russland seine Sieger macht») вышел в эфир телекомпании Das Erste[8].
4. ↑  Вскоре после отъезда Родченкова скоропостижно скончались два человека, ранее входивших в состав руководства РУСАДА: Вячеслав Синёв (3 февраля 2016 года) и Никита Камаев (15 февраля 2016 года). По мнению Родченкова, Камаев был убит[7].
5. ↑  Родченков был арестован, но вины не признал; из-за давления со стороны следствия пытался покончить с собой. Был доставлен в НИИ Склифосовского с колото-резаной раной левой половины грудной клетки[33]
6. ↑  По имеющимся сведениям, излюбленным допингом российских спортсменов являлся стероид, известный как Турибанол[англ.]; был открыт и широко применялся в ГДР в 1980-х годах[18]
7. ↑  Наблюдатели отмечают, что публикуя статью, Родченков понимал, что его тест позволит раскрыть применение анаболиков в российском спорте в прошлом и, тем не менее, пошел на публикацию. И действительно, ретроспективный анализ проб привел к массовой дисквалификации российских спортсменов: после лондонской Олимпиады из 140 дисквалифицированных спортсменов, более трети были российскими[18]
8. ↑  Популярный в 1930-х годах коктейль Duchess состоял из равных частей абсента, французского вермута и сухого вермута[55]. По слухам, название связано с тем, что коктейлем увлекалась Уоллис Симпсон (герцогиня Виндзорская) — американская жена короля Эдварда VIII
9. ↑  Используется как стимулятор роста животных на фермах.
10. ↑  По имеющимся сведениям, во время зимней Олимпиады в Сочи российские спортсмены принимали смесь анаболиков совместно с алкоголем, облегчающим усвоение: мужчины с виски, женщины с вермутом. Коктейль не проглатывался, усвоение происходило через слизистую оболочку рта[18]. Прим: российские спортсмены получили в Сочи наибольшее количество золотых медалей; Родченков был награждён Орденом Дружбы «за вклад в подготовку и проведение Олимпиады».

### Сноски
1. 1 2  Биография Григория Родченкова. РИА новости (13 мая 2016). Дата обращения: 14 мая 2016. Архивировано 13 мая 2016 года.
2. ↑  Список представителей России в выборных органах Международной Федерации лыжного спорта(ФИС) (по состоянию на 24 июня 2014 год). Ассоциация лыжных видов спорта России. Дата обращения: 16 мая 2016. Архивировано 29 мая 2016 года.
3. 1 2 3  Russian doping: Who is whistleblower Grigory Rodchenkov? BBC News (19 июля 2017). Дата обращения: 17 июля 2016. Архивировано 28 декабря 2017 года.
4. ↑  Ольга Ермолина. Замкнутый круг большого спорта. Интервью с Григорием Родченковым. Время новостей (17 мая 2005). Дата обращения: 14 мая 2016. Архивировано 5 мая 2016 года.
5. 1 2  Григорий Родченков. Допинг и борьба с ним: итоги двадцатого века // Лёгкая атлетика. — 2000—2001. Архивировано 30 мая 2016 года.
6. ↑  Григорий Родченков утвержден директором российской антидопинговой лаборатории. Весь спорт. Агентство спортивной информации "Весь спорт" (6 июля 2006). Дата обращения: 28 ноября 2017. Архивировано 1 декабря 2017 года.
7. 1 2 3  Архивированная копия. Дата обращения: 11 августа 2020. Архивировано 9 августа 2020 года.
8. ↑  Video: Geheimsache Doping — Wie Russland seine Sieger macht Архивная копия от 15 декабря 2014 на Wayback Machine — ARD
9. 1 2  Доклад независимой комиссии ВАДА. Часть 1 (англ.). Официальный сайт ВАДА (9 ноября 2015). Дата обращения: 20 июля 2016. Архивировано 7 мая 2016 года.
10. ↑  Григорий Родченков: Мы выбросили допинг-пробы с истёкшим сроком. ОАО «Спортбокс» 2016 (9 ноября 2015). Дата обращения: 16 мая 2016. Архивировано 29 мая 2016 года.
11. ↑  Допинг-текст. Новая газета (20 июля 2016). Дата обращения: 20 июля 2016. Архивировано 20 июля 2016 года.
12. 1 2  Наталья Марьянчик. 10 фактов о Григории Родченкове. Спорт-Экспресс (13 мая 2016). Дата обращения: 16 мая 2016. Архивировано 17 мая 2016 года.
13. ↑  «Соболевский уехал в США достаточно давно: не сегодня, не вчера и не месяц назад», сообщает Наталья Желанова — Лёгкая атлетика — Sports.ru. Sports.ru. Дата обращения: 16 мая 2016. Архивировано 31 марта 2016 года.
14. ↑  Grigory Rodchenkov. Russia’s Olympic Cheating, Unpunished (англ.). The New York Times (22 сентября 2017). Дата обращения: 28 ноября 2017. Архивировано 1 декабря 2017 года.
15. 1 2  Дмитрий Сомов. Григорий Родченков: Из России я сбежал по соображениям безопасности. Спорт-Экспресс (13 мая 2016). Дата обращения: 17 июля 2016. Архивировано 18 июля 2016 года.
16. 1 2  Rebecca R. Ruiz, Michael Scwirtz. Russian Insider Says State-Run Doping Fueled Olympic Gold. The New York Times (12 мая 2016). Дата обращения: 14 мая 2016. Архивировано 30 декабря 2017 года.
17. ↑  «Russian doping: Olympic chiefs to decide on sanctions after McLaren report» Архивная копия от 19 июля 2016 на Wayback Machine, BBC News, 19.07.2016
18. 1 2 3 4 5 6 7 8 9  The 'real' threat to Russia’s former doping mastermind. Дата обращения: 31 июля 2020. Архивировано 29 марта 2021 года.
19. ↑  Перевод статьи «The New York Times» на русский язык: как на Олимпиаде в Сочи работала тайная допинговая лаборатория. Дата обращения: 14 мая 2016. Архивировано 7 августа 2016 года.
20. ↑  Открытое письмо Григория Родченкова и Брайана Фогеля на имя главы Международного олимпийского комитета Томаса Баха и президента ВАДА Крейга Риди. Дата обращения: 20 июля 2016. Архивировано 13 августа 2016 года.
21. ↑  Мария Маркова. Доклад Макларена. Всё самое важное. Спорт-Экспресс (18 июля 2016). Дата обращения: 17 июля 2016. Архивировано 18 июля 2016 года.
22. ↑  Mclaren independent investigations report into sochi allegations (англ.). WADA (18 июля 2016). Дата обращения: 17 июля 2016. Архивировано 19 июля 2016 года.
23. ↑  WADA заявляет, что Родченков был надежным источником информации. РИА Новости (18 июля 2016). Дата обращения: 20 июля 2016. Архивировано 23 июля 2016 года.
24. ↑  Путин распорядился отстранить названных в докладе WADA фигурантов. Росбизнесконсалтинг (18 июля 2016). Дата обращения: 18 июля 2016. Архивировано 18 июля 2016 года.
25. ↑  Ричард Макларен: «У нас было достаточно большое количество и других свидетелей, помимо Родченкова». Sports.ru (18 июля 2016). Дата обращения: 18 июля 2016. Архивировано 20 июля 2016 года.
26. ↑  Доклад независимой комиссии WADA. Основные тезисы Архивная копия от 1 декабря 2017 на Wayback Machine, ТАСС, 27 сентября 2016 года.
27. ↑  WADA опубликовало вторую часть доклада Макларена о допинге в России Архивная копия от 1 декабря 2017 на Wayback Machine, Ведомости, 9 декабря 2016 года.
28. ↑  Премьера фильма «Икар» с участием Родченкова состоится 20 января в США. ТАСС (5 января 2017). Дата обращения: 9 ноября 2017. Архивировано 9 ноября 2017 года.
29. ↑  Документальный фильм «Икар» о допинге в российском спорте получил «Оскар». ТАСС (5 марта 2018). Дата обращения: 9 ноября 2017. Архивировано 6 марта 2018 года.
30. ↑  Grigory Rodchenkov. The Rodchenkov Affair. How I Brought Down Russia’s Secret Doping Empire. ISBN 978-0-7535-5332-9
31. ↑  Rodchenkov's expose on Russian doping scandal wins sports book award. Дата обращения: 5 декабря 2020. Архивировано 14 декабря 2020 года.
32. ↑  Кунцевским судом г. Москвы вынесен приговор. Федеральная служба РФ по контролю за оборотом наркотиков Управление по г. Москве. Дата обращения: 16 мая 2016. Архивировано из оригинала 1 июня 2016 года.
33. ↑  СМИ узнали о попытке суицида информатора WADA Родченкова. Дата обращения: 31 июля 2020. Архивировано 25 сентября 2019 года.
34. 1 2  «РИА Новости». В отношении Григория Родченкова возбуждено ещё одно уголовное дело. Прокуратура возобновила дело о незаконном обороте веществ против Родченкова (8 ноября 2017). Архивировано 15 декабря 2017 года.
35. ↑  СКР возбудил уголовное дело против Родченкова — Новости — TOPNews.RU. Дата обращения: 19 июня 2016. Архивировано 8 августа 2016 года.
36. ↑  СКР попросил США допросить экс-главу антидопингового центра в Москве — Новости Прочих видов спорта — Спорт Mail.Ru. Дата обращения: 27 июня 2016. Архивировано из оригинала 13 августа 2016 года.
37. ↑  В. И. Маркин. У следствия появились новые факты, связанные с уничтожением допинг-проб российских спортсменов. Следственный комитет Российской Федерации (4 июля 2016). Дата обращения: 3 июля 2016. Архивировано 5 июля 2016 года.
38. ↑  Арестованным в РФ имуществом Родченкова оказался его земельный участок. Interfax.ru (25 августа 2016). Дата обращения: 22 августа 2016. Архивировано 25 августа 2016 года.
39. ↑  Мосгорсуд снял арест с имущества информатора ВАДА Родченкова. Interfax.ru (29 марта 2017). Архивировано 1 октября 2017 года.
40. ↑  Информатор ВАДА Родченков заочно арестован в России. Interfax.ru (28 сентября 2017). Архивировано 29 сентября 2017 года.
41. ↑  С. Петренко. В отношении Григория Родченкова возбуждено ещё одно уголовное дело. Следственный комитет Российской Федерации (8 ноября 2017). Архивировано 8 ноября 2017 года.
42. ↑  С. Петренко. Следствие продолжает изучать обстоятельства внесения изменений в электронные файлы антидопинговой лаборатории. Следственный комитет РФ. Дата обращения: 21 декабря 2019. Архивировано 21 декабря 2019 года.
43. ↑  В США воспели храбрость скрывающегося от «русских головорезов» Родченкова. Lenta.ru (31 января 2019). Дата обращения: 31 января 2019. Архивировано 1 февраля 2019 года.
44. 1 2 3  Rodchenkov Act passed in U.S. House of Representatives. Дата обращения: 3 августа 2020. Архивировано 18 августа 2020 года.
45. ↑  Палата представителей США приняла Акт Родченкова. Дата обращения: 23 октября 2019. Архивировано 23 октября 2019 года.
46. ↑  US Senate passes Rodchenkov Anti-Doping Act - World - TASS. Дата обращения: 17 ноября 2020. Архивировано 17 ноября 2020 года.
47. ↑  USADA CEO Travis T. Tygart Statement on the Senate Passage of the Rodchenkov Anti-Doping Act. Дата обращения: 17 ноября 2020. Архивировано 17 ноября 2020 года.
48. ↑  Архивированная копия. Дата обращения: 5 декабря 2020. Архивировано 5 декабря 2020 года.
49. ↑  В США принят антидопинговый "акт Родченкова" | В мире | Новости | Каспаров.Ru. Дата обращения: 17 ноября 2020. Архивировано 17 ноября 2020 года.
50. ↑  Суд заново рассмотрит ходатайство об аресте имущества Родченкова | Москва | ФедералПресс. Дата обращения: 15 февраля 2018. Архивировано 16 февраля 2018 года.
51. ↑  Адвокаты беглеца Родченкова смогли «отбить» его коттедж — МК. Дата обращения: 15 февраля 2018. Архивировано 16 февраля 2018 года.
52. ↑  Christian Witt. Putins Helden fürchten neue Waffe der Dopingjäger (нем.). Die Welt (24 мая 2016). Дата обращения: 24 мая 2016. Архивировано 25 мая 2016 года.
53. ↑  Ferro, P., Krotov, G., Zvereva, I., Rodchenkov, G., & Segura, J. Structure‐activity relationship for peptídic growth hormone secretagogues // Drug testing and analysis. — 2016. — doi:10.1002/dta.1947. Архивировано 6 августа 2016 года.
54. ↑  Владимир Иванов. Неужто снова Родченков? Сильнейшего человека планеты дисквалифицировали на 4 года. Спорт-Экспресс (15 июля 2016). Дата обращения: 12 июля 2016. Архивировано 15 июля 2016 года.
55. ↑  Duchess Cocktail Recipe. Дата обращения: 31 июля 2020. Архивировано 7 августа 2020 года.
56. ↑  Распоряжение Президента Российской Федерации от 15.04.2013 г. № 152-рп «О поощрении». Дата обращения: 20 января 2017. Архивировано 9 ноября 2017 года.
57. ↑  Пресс-служба Минспорта России. Виталий Мутко вручил государственные награды спортсменам, тренерам, специалистам и работникам спортивной отрасли. Официальный сайт Минспорта России (17 октября 2014). Дата обращения: 19 декабря 2016. Архивировано 20 декабря 2016 года.
58. ↑  Юрист: Григорий Родченков может лишиться ордена Дружбы только через суд. ТАСС. Информационное агентство России (11 июля 2016). Дата обращения: 22 августа 2016. Архивировано 18 сентября 2016 года.